# Dovenla's
Dovenla's er en amerikansk stumfilm fra 1920 af Clarence G. Badger.

## Medvirkende
- Will Rogers som Hutch
- Mary Alden som Mrs. Hutchins
- Priscilla Bonner som Ellen
- Tully Marshall som Thomas Gunnison
- Nick Cogley som Hiram Joy
- Byron Munson som Thomas Gunnison Jr.
- Edouard Trebaol
- Jeanette Trebaol
- Yves Trebaol